# Огнівець Інна Василівна
Інна Василівна Огнівець (нар. 30 серпня 1962, Жовті Води, Дніпропетровська область, Українська РСР, СРСР) — українська дипломатка. З 19 жовтня 2015 до 24 червня 2022 — Надзвичайний і Повноважний Посол України в Португалії.

## Життєпис
Народилася 30 серпня 1962 в місті Жовті Води на Дніпропетровщині.
У 1987 закінчила Київський державний педагогічний інститут іноземних мов за фахом викладач іспанської мови. У 1994 році закінчила Київський національний університет ім. Т. Г. Шевченка і стала правознавицею.
З лютого 1983 до липня 1987 — лаборантка кафедри іноземних мов КВОКУ ім. М.Фрунзе.
З вересня 1987 до вересня 1988 — вчителька підготовчих класів середньої школи № 10, м. Ленінськ Кизил-Ординської області.
З вересня 1988 до вересня 1992 — вчителька англійської мови середньої школи № 10, м. Ленінськ Кизил-Ординської області.
З жовтня 1992 до вересня 1993 — юристка Фонду комунальної власності Ірпінської міської Ради народних депутатів в місті Ірпінь, Київська область.
З вересня 1993 до травня 1997 — аташе відділу державно-правових питань Договірно-правового управління МЗС України.
З травня 1997 до серпня 1997 — виконувачка обов'язків завідувача відділом державно-правових питань Договірно-правового управління МЗС.
Із серпня 1997 до травня 1998 — завідувачка відділом державно-правових питань Договірно-правового управління МЗС України.
З травня 1998 до грудня 1998 — заступниця начальника Договірно-правового управління МЗС України — зав.відділом держ.-правових питань.
З вересня 2000 до січня 2001 — заступниця начальника Договірно-правового управління МЗС України — зав.відділом держ-правових питань.
Із січня 2001 до серпня 2003 — Головна юридична радниця МЗС України.
Із серпня 2003 до грудня 2005 — Генеральний консул України в м. Пряшів (Словаччина).
З 30 грудня 2005 до 5 лютого 2010 — Надзвичайний і Повноважний Посол України в Словаччині.
З 19 жовтня 2015 до 24 червня 2022 — Надзвичайний і Повноважний Посол України в Португальській Республіці.